# Димитриева, Валентина Димитриевна
Валентина Дмитриевна Дмитриева (1937 — 2019) — советский передовик производства в животноводстве. Герой Социалистического Труда (1973). Народный депутат СССР (1989).

## Биография
Родилась  16 сентября(по другим данным 21 сентября) 1937 года в деревне Асхва Канашского района Чувашской АССР.
После окончания  семи классов средней школы начала работать в колхозе «Красное пламя». С 1950 года перешла в Асхвинскую полеводческую бригаду, работала конюхом и телятницей. С 1963 года — доярка, инициатор соревнований с другими колхозами по превышению установленных норм производства продукции животноводства. По итогам  работы в восьмой пятилетки с 1966 по 1970 годы — 8 апреля 1971 года «за высокие показатели в труде» В. Д. Дмитриева была награждена Орденом Трудового Красного Знамени.
6 сентября 1973 года «За большие успехи достигнутые во Всесоюзном социалистическом соревновании и проявленную трудовую доблесть в выполнении принятых обязательств по увеличению производства и заготовок продуктов животноводства в зимний период 1972—1973 годов» Указом Президиума Верховного Совета СССР Валентине Дмитриевне Дмитриевой было присвоено звание Героя Социалистического Труда. 
Помимо основной деятельности в 1957 году была делегатом VI Всемирного фестиваля молодежи и студентов. С 1989 по 1991 годы избиралась народным депутатом СССР от Всесоюзной организации ветеранов войны и труда. 
С 1991 года на пенсии. Умерла 18 февраля 2019 года в деревне Асхва Канашского района Чувашии.

## Награды
- Медаль «Серп и Молот» (6.09.1973)
- Орден Ленина (1973)
- Орден Трудового Красного Знамени (1971)
- Медаль «За трудовую доблесть» (1966)

### Звания
- Почетный гражданин города Канашского района (2016)
- Заслуженный работник сельского хозяйства Чувашской АССР